# Enotska sfera
Enotska sfera je v matematiki množica točk na razdalji 1 od središčne točke, To lahko enostavno povemo tudi, da je enotska sfera tista sfera, ki ima polmer enak 1.  
Podobno lahko definiramo, da je enotska krogla množica točk, ki so na razdalji manjši ali enaki 1 od stalne središčne točke.  Tako lahko govorimo o enotski sferi (površina) in enotski krogli (telo), Pomen enotske sfere je v tem, da lahko vsako sfero pretvorimo v enotsko sfero z uporabo translacije in skaliranja,

## Definicija
Naj bo {\displaystyle (X,||.||)\,} normirani vektorski prostor. V tem primeru imenujemo množico točk, katerih oddaljenost od ničelne točke je manjša od 1, odprta enotska sfera v {\displaystyle X\,}, kar lahko zapišemo kot
{\displaystyle B_{X}:=\{x\in X:\|x\|<1\}\,}.
Pri tem pa lahko označimo z 
{\displaystyle {\overline {B_{X}}}:=\{x\in X:\|x\|\leq 1\}}
zaprto enotsko sfero v {\displaystyle X\,} in 
{\displaystyle \partial B_{X}:=\{x\in X:\|x\|=1\}} je enotska sfera v {\displaystyle X\,}.

## Evklidski prostor
V Evklidskem prostoru, ki ima {\displaystyle n\,} razsežnosti, je enotska sfera množica točk {\displaystyle (x_{1},\dots ,x_{n})\,}, ki zadoščajo enačbi 
{\displaystyle x_{1}^{2}+x_{2}^{2}+\cdots +x_{n}^{2}=1},
množica toč, ki pa zadošča neenačbi
{\displaystyle x_{1}^{2}+x_{2}^{2}+\cdots +x_{n}^{2}\leq 1,}
pa je enotska krogla. 

## Površina in prostornina
Označimo z {\displaystyle V_{n}\,} prostornino enotske sfere v {\displaystyle n\,} razsežnem prostoru. S {\displaystyle P_{n}\,} pa označimo površino krogle. 
Prostornina krogle je enaka 
{\displaystyle V_{n}={\frac {\pi ^{n/2}}{\Gamma (1+n/2)}}={\begin{cases}{\pi ^{n/2}}/{(n/2)!}&\mathrm {kadar\quad je\quad } n\geq 0\mathrm {\quad } {in\quad paren,}\\~\\{\pi ^{\lfloor n/2\rfloor }2^{\lceil n/2\rceil }}/{n!!}&\mathrm {kadar\quad je} \quad n\geq 0\mathrm {\quad } {in\quad neparen,}\end{cases}}}
kjer je
- {\displaystyle \Gamma (z)\,} funkcija gama
- {\displaystyle n!!\,} dvojna fakulteta

Hipervolumen {\displaystyle n-1\,} razsežne enotske sfere, to je površina {\displaystyle n\,} razsežne enotske krogle, ki ga označimo z {\displaystyle P_{n}\,} lahko zapišemo kot 
{\displaystyle A_{n}=nV_{n}={\frac {n\pi ^{n/2}}{\Gamma (1+n/2)}}={\frac {2\pi ^{n/2}}{\Gamma (n/2)}}\,,}
kjer zadnja enačba velja samo za n > 0.
Površine in prostornine za nekatere vrednosti {\displaystyle n\,} so
| {\displaystyle n} | {\displaystyle P_{n}} (površina)                      | {\displaystyle P_{n}} (površina) | {\displaystyle V_{n}} (prostornina)                  | {\displaystyle V_{n}} (prostornina) |
| ----------------- | ----------------------------------------------------- | -------------------------------- | ---------------------------------------------------- | ----------------------------------- |
| 0                 | {\displaystyle 0(1/0!)\pi ^{0}}                       | 0,000                            | {\displaystyle (1/0!)\pi ^{0}}                       | 1,000                               |
| 1                 | {\displaystyle 1(2^{1}/1!!)\pi ^{0}}                  | 2,000                            | {\displaystyle (2^{1}/1!!)\pi ^{0}}                  | 2,000                               |
| 2                 | {\displaystyle 2(1/1!)\pi ^{1}=2\pi }                 | 6,283                            | {\displaystyle (1/1!)\pi ^{1}=\pi }                  | 3,142                               |
| 3                 | {\displaystyle 3(2^{2}/3!!)\pi ^{1}=4\pi }            | 12,57                            | {\displaystyle (2^{2}/3!!)\pi ^{1}=(4/3)\pi }        | 4,189                               |
| 4                 | {\displaystyle 4(1/2!)\pi ^{2}=2\pi ^{2}}             | 19,74                            | {\displaystyle (1/2!)\pi ^{2}=(1/2)\pi ^{2}}         | 4,935                               |
| 5                 | {\displaystyle 5(2^{3}/5!!)\pi ^{2}=(8/3)\pi ^{2}}    | 26,32                            | {\displaystyle (2^{3}/5!!)\pi ^{2}=(8/15)\pi ^{2}}   | 5,264                               |
| 6                 | {\displaystyle 6(1/3!)\pi ^{3}=\pi ^{3}}              | 31,01                            | {\displaystyle (1/3!)\pi ^{3}=(1/6)\pi ^{3}}         | 5,168                               |
| 7                 | {\displaystyle 7(2^{4}/7!!)\pi ^{3}=(16/15)\pi ^{3}}  | 33,07                            | {\displaystyle (2^{4}/7!!)\pi ^{3}=(16/105)\pi ^{3}} | 4,725                               |
| 8                 | {\displaystyle 8(1/4!)\pi ^{4}=(1/3)\pi ^{4}}         | 32,47                            | {\displaystyle (1/4!)\pi ^{4}=(1/24)\pi ^{4}}        | 4,059                               |
| 9                 | {\displaystyle 9(2^{5}/9!!)\pi ^{4}=(32/105)\pi ^{4}} | 29,69                            | {\displaystyle (2^{5}/9!!)\pi ^{4}=(32/945)\pi ^{4}} | 3,299                               |
| 10                | {\displaystyle 10(1/5!)\pi ^{5}=(1/12)\pi ^{5}}       | 25,50                            | {\displaystyle (1/5!)\pi ^{5}=(1/120)\pi ^{5}}       | 2,550                               |

### Rekurzija
Vrednosti {\displaystyle P_{n}\,}  za površino zadoščajo rekurziji
{\displaystyle P_{0}=0}
{\displaystyle P_{1}=2}
{\displaystyle P_{2}=2\pi }
{\displaystyle P_{n}={\frac {2\pi }{n-2}}P_{n-2}} za {\displaystyle n>2}.
Vrednosti za prostornino {\displaystyle V_{n}\,} pa zadoščajo rekurziji
{\displaystyle V_{0}=1}
{\displaystyle V_{1}=2}
{\displaystyle V_{n}={\frac {2\pi }{n}}V_{n-2}} za {\displaystyle n>1}.
Površina {\displaystyle n-1\,} razsežne sfere s polmerom {\displaystyle r\,} je enaka {\displaystyle A_{n}r^{n-1}\,} ({\displaystyle A_{n}\,} je površina). Prostornina {\displaystyle n\,} razsežne krogle s polmerom {\displaystyle r\,} pa je {\displaystyle V_{n}r^{n}\,}. Primer: Površina trirazsežne krogle s polmerom {\displaystyle r\,} je {\displaystyle A=4\pi r^{2}\,}. Prostornina pa je {\displaystyle V=4\pi r^{3}/3\,}.

## Enotska krogla v normiranih vektorskih prostorih
Odprta enotska krogla v normiranem vektorskem prostoru {\displaystyle V\,} z normo {\displaystyle ||.||\,} se opiše z
{\displaystyle \{x\in V:\|x\|<1\}\,}.
Pomeni pa notranjost zaprte enotske krogle, ki pripada (V, ||·||)
{\displaystyle \{x\in V:\|x\|\leq 1\}}.
To pa sta disjunktni množici te krogle in njene skupne razmejitve  z enotsko sfero (V,||·||)
{\displaystyle \{x\in V:\|x\|=1\}}.